# دان فوغل
دان فوغل (بالإنجليزية: Dan Vogel)‏ هو كاتب سير أمريكي، ولد في 1955.